# Pleuridium nervosum
Pleuridium nervosum är en bladmossart som beskrevs av Mitten 1856. Pleuridium nervosum ingår i släktet sylmossor, och familjen Ditrichaceae. Inga underarter finns listade i Catalogue of Life.